# Kvistgård
Kvistgård es una localidad situada en el municipio de Elsinor, en la región Capital (Dinamarca). Tiene una población estimada, a principios de 2021, de 1,127 habitantes
Se encuentra ubicada en el extremo noreste de la isla de Selandia, junto al estrecho de Øresund (mar Báltico) y cerca de Copenhague.